# Huertahernando
Huertahernando est une commune d'Espagne de la province de Guadalajara dans la communauté autonome de Castille-La Manche.

## Histoire
La famille du célèbre chanteur français Esteban Durand, faisant partie des Kids United, est originaire de la commune.